# Carlos Alberto Hernandez

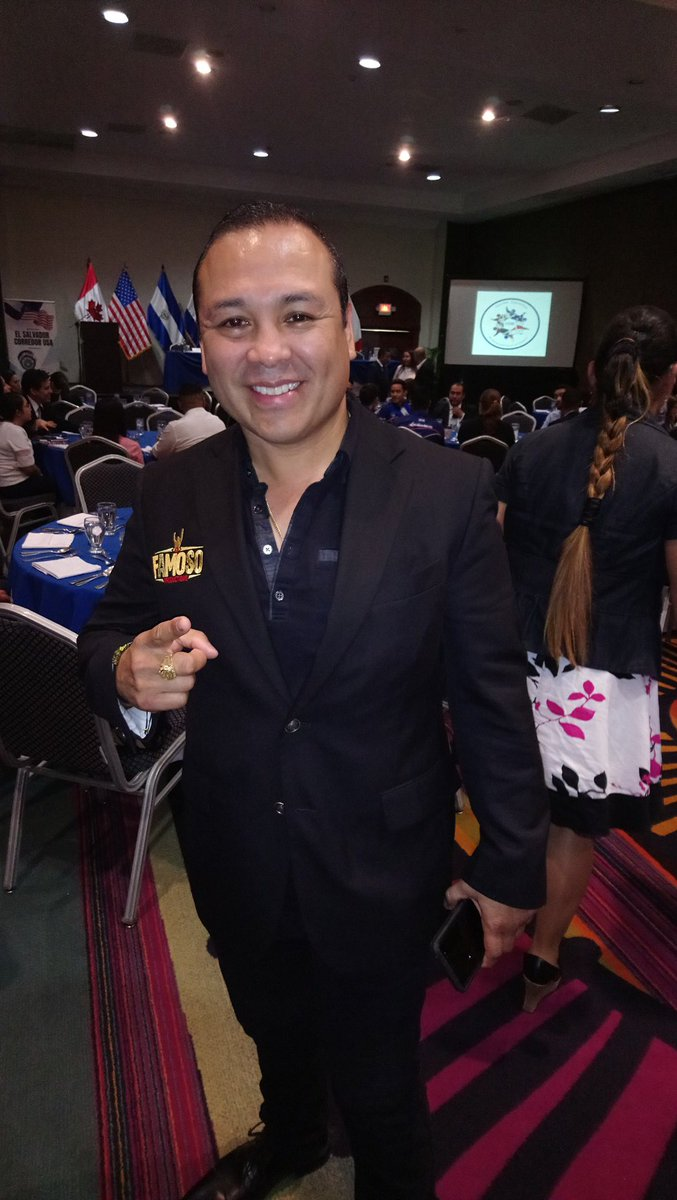
Carlos Alberto Hernandez, 2021

Carlos Alberto Hernandez (* 23. Januar 1971 in Los Angeles, Kalifornien, USA als Carlos Alberto Hernandez) ist ein ehemaliger US-amerikanischer Boxer im Superfedergewicht und Normalausleger.

## Profi
Er boxte in seinem ersten Kampf gegen seinen Landsmann Victor Trinidad nur unentschieden, blieb jedoch in seinen ersten 22 Kämpfen ungeschlagen. Im Jahre 2001 errang er den WBC-Latino-Titel.
Am 1. Februar im Jahr 2003 bezwang er David Santos und gewann dadurch den vakanten Weltmeistertitel der IBF. Im Oktober desselben Jahres verteidigte er den Titel gegen Steve Forbes und verlor ihn Ende Juli des darauffolgenden Jahres gegen den amtierenden WBC-Weltmeister Erik Morales in der Titelvereinigung.
2009 beendete er seine Karriere.